# Мария Антония, инфанта Португалии
Мария Антония, инфанта Португалии (Мария Антония Аделаида Камила Каролина Эулалиа Леопольдина София Инеш Франциска де Ассис де Паула Микаэла Рафаэла Габриэла Гонзага Грегория Бернардина Бенедикта Андреа; 28 ноября 1862, Бронбах, Штутгарт — 14 мая 1959, Кольмар-Берг, Люксембург) — португальская инфанта, седьмой и последний ребенок Мигеля I, короля Португалии, и Аделаиды Лёвенштейн-Вертгейм-Розенбергской.

## Инфанта Португалии
Она родилась в эмиграции в Германии, так как её отец был изгнан из Португалии, после того как его брат Педро потерял португальский трон в ходе Мигелистских войн.

## Брак
15 октября 1884 года Мария Антония вышла замуж за Роберта I, герцога Пармского, став его второй женой. Она родила ему двенадцать детей. Мария Антония овдовела, когда Роберт умер на вилле Пианоре 16 ноября 1907 года. Она стала проживать со своей дочерью Цитой, которая находилась в изгнании. К 1940 году Цита и её семья, Мария Антония и её дочь Изабелла жили в Квебеке. В итоге, после окончания войны, Мария Антония переехала в замок Берг, в Люксембург, где она отпраздновала своё 90-летие. После продолжительной болезни она умерла там в 1959 году в возрасте 96 лет. Многие её дети и внуки прожили достаточно долгую жизнь.

## Семья
Мария Антония Португальская вышла замуж за Роберта I, герцога Пармского. Дети:
- Аделаида (1885—1959), монахиня;

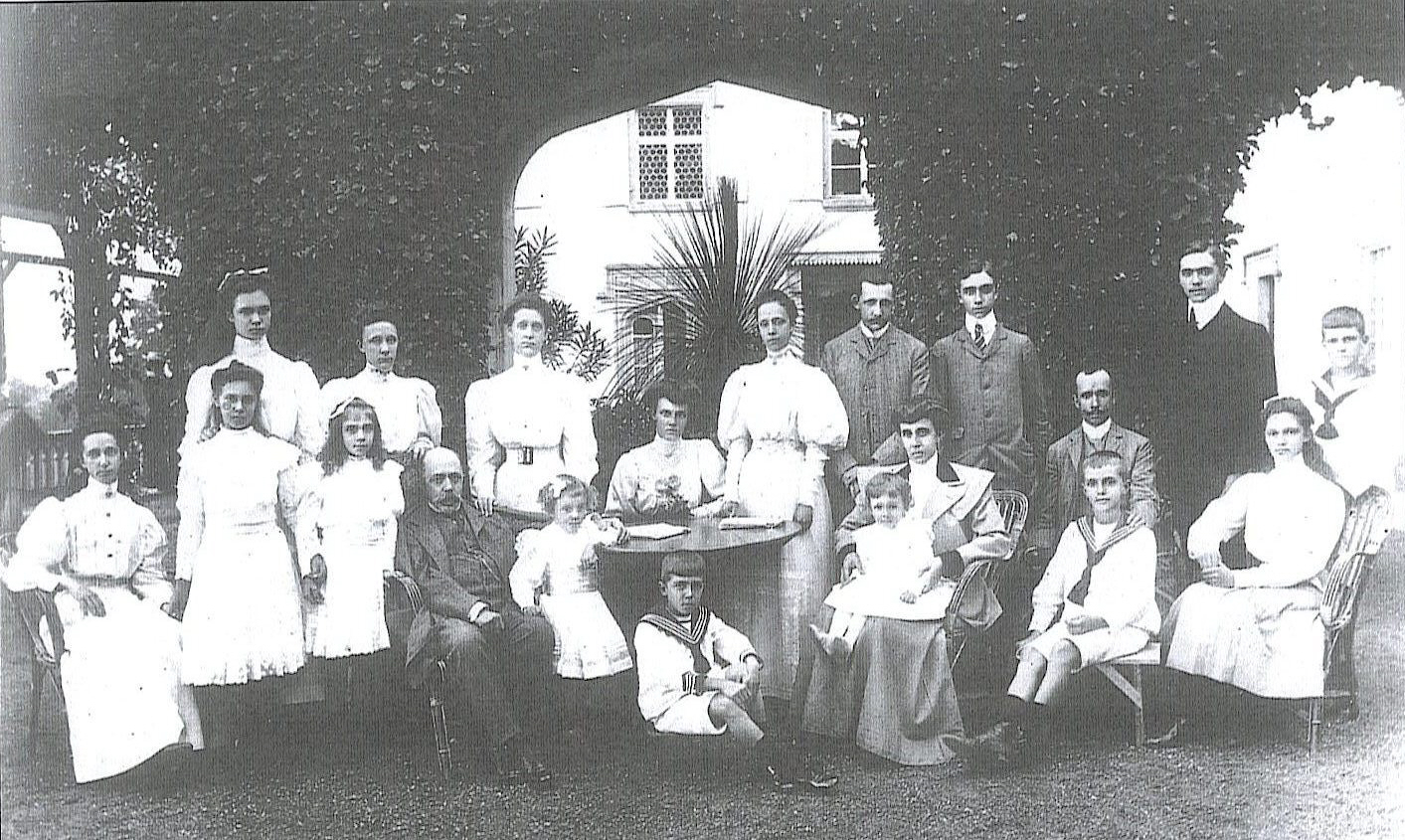
Семья Марии Антонии Португальской.

- Сикст (1886—1934), в браке с Гедвигой де Ларошфуко;
- Франциск Ксавье (Франческо Саверио) Бурбон-Пармский (1889—1977), номинальный герцог Пармский, в браке с Мадлен Бурбон-Бюссе;
- Франческа (1890—1978), монахиня;
- Цита (1892—1989), супруга австрийского императора Карла I, последняя императрица Австрии.
- Феликс (Феличе) (1893—1970), в браке с Шарлоттой, великой герцогиней Люксембургской, отец великого герцога Жана Люксембургского;
- Рене (Ренато) (1894—1962), в браке с Маргрет Датской;
- Мария Антония (1895—1977), монахиня;
- Изабелла (1898—1984), умерла незамужней;
- Людвиг (Луиджи) (1899—1967), в браке с Марией Франческой Савойской;
- Генриетта (1903—1987), глухонемая, умерла незамужней;
- Томас (Гаэтано) (1905—1958), в 1931—1940 годах в браке с Маргаритой Турн-и-Таксис.